# Xian de Linying
Le xian de Linying (临颍县 ; pinyin : Línyǐng Xiàn) est un district administratif de la province du Henan en Chine. Il est placé sous la juridiction de la ville-préfecture de Luohe.

## Démographie
La population du district était de 687 174 habitants en 1999.